# Teketo
Teketo (bulgariska: Текето) är ett distrikt i Bulgarien.   Det ligger i kommunen Obsjtina Chaskovo och regionen Chaskovo, i den centrala delen av landet, 200 km sydost om huvudstaden Sofia.
Trakten runt Teketo består till största delen av jordbruksmark. Runt Teketo är det ganska tätbefolkat, med 120 invånare per kvadratkilometer.